# خوخ جريسي
خوخ جريسي (الاسم العلمي: Prunus campanulata) هو نوع من النباتات يتبع جنس الخوخ من الفصيلة الوردية.